# Bramki
Bramki [ˈbramki] est un village polonais de la gmina de Błonie situé dans le powiat de Varsovie-ouest et dans la voïvodie de Mazovie, dans le centre-est de la Pologne.
Il est situé à environ 7 kilomètres à l'ouest de Błonie, à 20 kilomètres à l'ouest de Ożarów Mazowiecki (le chef-lieu du district), et à 34 kilomètres à l'ouest de Varsovie.
Le village a une population de 1 047 habitants en 2010.